# Aspitates trilinearia
Aspitates trilinearia är en fjärilsart som beskrevs av John Henry Leech 1897. Aspitates trilinearia ingår i släktet Aspitates och familjen mätare. Inga underarter finns listade i Catalogue of Life.